# 독립 영화
독립 영화(獨立映畵), 또는 인디 영화(Independent Film)는 일반 상업 영화의 체계, 영화의 제작·배급·선전을 통제하는 주요 제작사의 소수 독점의 관행으로부터 벗어나 제작된 영화를 의미한다. 즉, 자본과 권력으로부터 독립하여 작가 정신에 충실한 작품을 추구하여 만들어지는 영화이다.
독립 영화는 1980년대부터 부각되기 시작하였다. 자머시의 〈천국보다 낯선〉(1984), 스톤의 〈플래툰〉(1986), 소더버그의 〈섹스·거짓말·비디오테이프〉(1989), 타란티노의 〈저수지의 개들〉(1992)과 〈펄프 픽션〉(1994) 등이 잘 알려져 있다.

## 개요
독립 프로덕션이란 원래 대영화사(또는 제가자)의 대자본에 지배(支配)되지 않고 자유로이 창작(創作)하고자 하는 의욕에서 발생한 것으로, 감독·배우 등이 주가 되고, 거기에 제작 스탭(staff)이 모여 동지적(同志的) 결합으로 출발하는 경우가 많다.
구미(歐美) 영화의 경우에는 거의 모든 영화예술사조상의 운동은 이런 동인제(同人制) 형식의 독립 프로가 그 중핵적(中核的) 역할을 하고 있다. 이런 현상은 세계 상업영화(商業映畵) 최대의 생산지인 할리우드의 대영화사(major company)가 영화산업의 사양화(斜陽化) 추세에 따라 속속 도산(倒産)하고, 이미 영화산업 자체가 기업(企業)으로서의 존립(存立)마저 힘들게 되자 더욱 가속화(加速化)되고 있다.
이상은 예술적 의욕에서 생긴 독립 프로의 경우지만, 한편으로는 영리주의(營利主義)에서 생겨난 독립 프로도 있다. 성(性)의 자유화(自由化) 물결에 편승(便乘)한 섹스영화 전문의 독립 프로가 그것이다. 우리나라의 경우는 대영화사(또는 제작자)의 존재가 없기 때문에 독립 프로의 발생 근거(根據)가 없다고 할 수 있으며, 간혹 영화감독들에 의해 독립 프로가 형성되기도 하지만, 그 본질에 있어 예술 창조를 위한 것이라기보다는, 그것 역시 타인자본(他人資本：주로 지방 흥행사)에 의존한다는 점에서 상업 영화사의 축소판(縮小版)이라 할 수 있다.

## 대한민국
대한민국의 독립 영화는 1980년대 이후로 제작되었다. 1987년의 〈인재를 위하여〉(한양대), 〈그날이 오면〉(서울예전), 1988년의 〈상계동 올림픽〉(김동원 감독)과 〈오! 꿈의 나라〉, 1989년의 〈달마가 동쪽으로 간 까닭은?〉(배용균 감독, 로카르노 영화제 최우수 작품상 수상) 등이 알려져 있다. 1990년대는 저예산 영화로서 1990년의 〈호모 비디오쿠스〉(이재용 감독), 1994년의 〈지리멸렬〉(봉준호 감독), 1995년의 〈내일로 흐르는 강〉(박재호 감독), 〈낮은 목소리〉(변영주 감독), 1996년의 〈세 친구〉(임순례 감독), 〈악어〉(김기덕 감독) 등이 대표적이다.
2000년대 후반에는 독립영화 전용관이 등장하였고, 2009년 개봉된 〈워낭소리〉(이충렬 감독)는 대한민국 독립영화 사상 처음으로 100만명이 넘는 관객을 동원하였다. 2009년 1월에는 〈똥파리〉(양익준 감독)가 로테르담 국제영화제 최고상(타이거상)을 수상하였다.
영화제로는 인디 포럼과 서울독립영화제가 있다.

## 미국
미국 독립 영화의 역사는 1900년대부터 시작되었다. 선댄스 영화제가 유명하다.

## 일본
일본에는 독립 영화와 유사한 '자주 영화'(自主映画)가 있다. 상업 영화가 아닌 영화는 '자주 영화'로 분류된다.

### 제작자
자주 영화의 대다수는 대학이나 사회인의 동호회, 사회 단체, 영화계 학교 학생 등, 아마추어 스탭과 배역에 의해 제작된다. 제작 단체로서는 대학의 영화 동아리와 동경 서부를 거점으로 하는 '에이소카이(映創会)', 후에 아니메 제작 프로덕션인 가이낙스가 된 다이콘 필름(DAICON FILM) 등이 알려져 있다. 또한, 처음에는 자주영화의 세계에 이름이 알려졌다가 후에 프로로서 성공한 영화감독이나 영화작가도 많다. 또한, 자주제작 아니메에서는, 컴퓨터 소프트웨어의 발달에 의해, 개인의 제작이 가능해졌다. 그리고, 인터넷 환경의 정비에 의해 웹 아니메로서 공개하는 경우도 있다. 본격적인 애니메이션 작품으로는 신카이 마코토가 그 선구에 해당된다.
"독립영화제작자"라고 불리는 경우도 있지만 "독립영화 프로듀서" 또는 독립프로듀서""로 불리기도 한다.

### 작품의 역사
장비 비용이 적게 드는 8밀리 필름의 촬영이 주료였으나, 근래에는 필름에 비해 가볍고 저렴한 디지털 비디오의 보급과 디지털 영상편집기술의 발달로 개인에 의한 디지털 제작도 증가하고 있어, 학생과 비전공인이 극장에서도 상영할 수 있을 정도의 고화질의 비디오카메라를 사용하여 영상을 만들어내는 시대가 되었다.
그러나, 현재 일본에서는 학술적인 영화와 영상기술을 배울 수 있는 체계가 정비되어있지 않아, 자주영화가 학교 단위로 제작되는 일은 거의 없고, 대부분의 작품들은 취미로서 동호인에 의해 제작된다. 대학 기관에도 학문으로서 영화를 전문적으로 익힐 수 있는 곳이 다른 선진국에 비해 적고, 해외에 유학하는 젊은 영화인들이 많다.

## 같이 보기
- 필름메이킹
- 저예산 영화
- 한국독립영화협회
- 올해의 독립영화상
- 독립영화전용관 인디스페이스
- 서울독립영화제
- 인디다큐페스티발
- 독립영화 배급지원센터